# André Ferri
André Ferri est un footballeur français, né le 6 mars 1956 à Riom (France), qui évolue au poste de milieu ou défenseur du milieu des années 1970 jusqu'à la fin des années 1980.

## Biographie
André Ferri joue durant sept saisons à Lyon.
Au total, il dispute 266 matchs en Division 1 et 133 matchs en Division 2.

## Palmarès
- Champion de France de Division 2 en 1976 avec Angers